# Sekst Empirik
Sekst Empirik (160. – 210.), liječnik i filozof koji je djelovao u Aleksandriji, Rimu i Ateni.
Bio je pripadnik skepticizma (pravac iz helenističko-rimskog razdoblja). Njegovo pisano djelo "Pironove postavke" značajno je po tome što opisuje njegovog učitelja Pirona iz Elide, koji nije iza sebe ostavio pisanih djela.

## Poveznice
- Filozofija
- Helenističko-rimska filozofija

## Vanjske poveznice
- Sexti Empirici Adversus mathematicos, hoc est, adversus eos qui profitentur disciplinas, Gentiano Herveto Aurelio interprete, Parisiis, M. Javenem, 1569 (Vicifons).